# Gimnastyka na Letnich Igrzyskach Olimpijskich 2016 – ćwiczenia na równoważni kobiet
Ćwiczenia na poręczach równoważni kobiet na Letnich Igrzyskach Olimpijskich 2016 odbyły się 15 sierpnia w hali Rio Olympic Arena. Złoto wywalczyła Holenderka Sanne Wevers, srebro i brąz zdobyły Amerykanki, kolejno Laurie Hermandez i Simone Biles.

## Terminarz
Czas BRT (UTC−03:00)
| Data             | Godzina |       |
| ---------------- | ------- | ----- |
| 15 sierpnia 2016 | 14:00   | Finał |

## Wyniki[1]

### Eliminacje
| Pozycja | Zawodnik         | Państwo           | Trudność | Wykonanie | Kary | Razem  |
| ------- | ---------------- | ----------------- | -------- | --------- | ---- | ------ |
| 1.      | Simone Biles     | Stany Zjednoczone | 6,700    | 8,933     |      | 15,633 |
| 2.      | Laurie Hermandez | Stany Zjednoczone | 6,400    | 8,966     |      | 15,366 |
| 3.      | Flavia Saraiva   | Brazylia          | 6,300    | 8,833     |      | 15,133 |
| 4.      | Sanne Wevers     | Holandia          | 6,300    | 8,766     |      | 15,066 |
| 5.      | Catalina Ponor   | Rumunia           | 6,200    | 8,700     |      | 14,900 |
| 6.      | Fan Yilin        | Chiny             | 6,400    | 8,466     |      | 14,866 |
| 7.      | Gabby Douglas    | Stany Zjednoczone | 6,300    | 8,533     |      | 14,833 |
| 7.      | Aly Raisman      | Stany Zjednoczone | 6,300    | 8,533     |      | 14,833 |
| 9.      | Marine Boyer     | Francja           | 6,200    | 8,400     |      | 14,600 |
| 10.     | Isabela Onyshko  | Kanada            | 6,500    | 8,033     |      | 14,533 |
| 11.     | Elissa Downie    | Wielka Brytania   | 6,900    | 8,600     |      | 14,500 |
| 12.     | Amy Tinkler      | Wielka Brytania   | 6,200    | 8,300     |      | 14,500 |
| 13.     | Tutya Yilmaz     | Turcja            | 6,300    | 8,200     |      | 14,500 |

### Finał
| Pozycja | Zawodnik         | Państwo           | Trudność | Wykonanie | Kary | Razem  |
| ------- | ---------------- | ----------------- | -------- | --------- | ---- | ------ |
| złoto   | Sanne Wevers     | Holandia          | 6,600    | 8,866     |      | 15,466 |
| srebro  | Laurie Hermandez | Stany Zjednoczone | 6,400    | 8,933     |      | 15,333 |
| brąz    | Simone Biles     | Stany Zjednoczone | 6,500    | 8,233     |      | 14,733 |
| 4.      | Marine Boyer     | Francja           | 6,100    | 8,500     |      | 14,600 |
| 5.      | Flavia Saraiva   | Brazylia          | 6,300    | 8,233     |      | 14,533 |
| 6.      | Fan Yilin        | Chiny             | 6,300    | 8,200     |      | 14,500 |
| 7.      | Catalina Ponor   | Rumunia           | 5,800    | 8,200     |      | 14,000 |
| 8.      | Isabela Onyshko  | Kanada            | 6,100    | 7,300     |      | 13,400 |